# جان والاس (قایقران روئینگ)
جان والاس (انگلیسی: John Wallace؛ زادهٔ ۱ آوریل ۱۹۶۲) قایقران روئینگ اهل کانادا بود.